# Ouratea grosourdyi
Ouratea grosourdyi är en tvåhjärtbladig växtart som först beskrevs av Van Tiegh., och fick sitt nu gällande namn av Julian Alfred Steyermark. Ouratea grosourdyi ingår i släktet Ouratea och familjen Ochnaceae. Inga underarter finns listade i Catalogue of Life.